# Liste de peintures de Gustave de Smet
Cette page est une liste de peintures du peintre belge expressionniste Gustave de Smet (1877-1943).

## Débuts luministes
| Image | Thème          | Titre                                              | Date      | Technique       | Dimensions   | Lieu de Conservation                     | Référence                                   |
| ----- | -------------- | -------------------------------------------------- | --------- | --------------- | ------------ | ---------------------------------------- | ------------------------------------------- |
|       | Paysage        | Bruges la Mort Bruges la Nouvelle                  | 1904      | huile           | 60 × 100 cm  | Musée de Bruges                          | Art in Flandersconsulté le 10 décembre 2024 |
|       | Paysage        | Vue sur le Pont de la Corde à Gand                 | 1906-1907 | huile sur toile | 34 × 77 cm   | Musée des Beaux-Arts de Gand             | Muséeconsulté le 10 décembre 2024           |
|       | Paysage        | Kermesse sur la place du Marché-du-Vendredi à Gand | 1907      | huile sur toile | 43 × 49 cm   | Musée royal des Beaux-Arts d'Anvers      | Muséeconsulté le 10 décembre 2024           |
|       | Paysage        | Moutons dans le verger                             | 1910      | huile sur toile | 96 × 118 cm  | Musée Pola, Hakone                       | [réf. nécessaire]                           |
|       | Paysage        | Le Port d'Ostende                                  | 1913      |                 |              | Collection privée                        | [réf. nécessaire]                           |
|       | Paysage        | Canards sur la Lys                                 | 1911 vers | huile sur toile | 81 × 100 cm  | Musée de Deinze et du Pays de la Lys     | Patrimoineconsulté le 10 décembre 2024      |
|       | Scène de genre | La Femme au rosier                                 | 1912      | huile sur toile | 107 × 131 cm | collection privée, Vente 2003            | Sotheby'sconsulté le 10 décembre 2024       |
|       | Biblique       | Ève ou La pomme                                    | 1913      | huile sur toile | 119 × 157 cm | Musées royaux des beaux-arts de Belgique | Muséeconsulté le 10 décembre 2024           |
|       | Nature morte   | Porcelaines et orfèvrerie dans un intérieur        | 1913 vers | huile sur toile | 59 × 50 cm   | Musée des Beaux-Arts de Gand             | Muséeconsulté le 10 décembre 2024           |
|       | Nature morte   | Nature morte japonaise                             | 1914      | huile sur toile | 63 × 52 cm   | Collection privée, vente 1996            | Artnetconsulté le 10 décembre 2024          |
|       | Intérieur      | Chambre - Le lit vert                              | 1915 vers | huile sur toile | 81 × 63 cm   | Musée de Deinze et du Pays de la Lys     | Patrimoineconsulté le 10 décembre 2024      |

## Expressionnisme vers 1916
| Image | Thème          | Titre                                                  | Date      | Technique                                          | Dimensions        | Lieu de Conservation                     | Référence                                      |
| ----- | -------------- | ------------------------------------------------------ | --------- | -------------------------------------------------- | ----------------- | ---------------------------------------- | ---------------------------------------------- |
|       | Paysage        | Bordure à Laren                                        | 1916      | huile sur toile                                    | 113 × 133 cm      | Singer Laren                             | Muséeconsulté le 12 décembre 2024              |
|       | Paysage        | Vue de port                                            | 1916      | huile sur carton                                   | 37 × 39 cm        | Musée des Beaux-Arts de Gand             | Muséeconsulté le 12 décembre 2024              |
|       | Portrait       | Tête d'enfant                                          | 1916 vers | huile sur toile marouflé sur carton                | 40 × 33 cm        | Musée des Beaux-Arts de Gand             | Muséeconsulté le 10 décembre 2024              |
|       | Portrait       | Portrait du professeur Leo Van Puyvelde                | 1917      | huile sur toile                                    | 65 × 55 cm        | Musée des Beaux-Arts de Gand             | Muséeconsulté le 12 décembre 2024              |
|       | Portrait       | Femme de Spakenburg                                    | 1917      | huile sur toile                                    | 133 × 92 cm       | Musée royal des Beaux-Arts d'Anvers      | Muséeconsulté le 10 décembre 2024              |
|       | Paysage        | Spakenburg (Hollande)                                  | 1918 vers | huile sur toile                                    | 36 × 53 cm        | Collection privée, vente 2024            | Gazette Drouotconsulté le 10 décembre 2024     |
|       | Paysage        | L'Église à coupole verte d'Amsterdam                   | 1919 vers | huile sur toile                                    | 107 × 131 cm      | Musée des Beaux-Arts de Gand             | Muséeconsulté le 10 décembre 2024              |
|       | Portrait       | L'Homme à la bouteille                                 | 1920 vers | huile sur papier                                   | 78 × 54 cm        | Collection privée, vente 2010            | Christie'sconsulté le 10 décembre 2024         |
|       | Portrait       | L'Homme à la bouteille                                 | 1920      | huile                                              | 122 × 81 cm       | musée Groeninge, Bruges                  | Art in Flandersconsulté le 12 décembre 2024    |
|       | Scène de genre | La Promenade des amants                                | 1920      | huile sur toile                                    | 147 × 96 cm       | Musées royaux des beaux-arts de Belgique | Muséeconsulté le 10 décembre 2024              |
|       | Paysage        | Malpertuis                                             | 1920      | détrempe sur toile                                 | 110 × 131 cm      | Musée des Beaux-Arts de Gand             | Muséeconsulté le 10 décembre 2024              |
|       | Scène de genre | Dimanche                                               | 1921      | huile sur toile                                    | 179 × 139 cm      | Musée royal des Beaux-Arts d'Anvers      | Muséeconsulté le 10 décembre 2024              |
|       | Scène de genre | La Salle de danse                                      | 1921      | gouache sur papier                                 | 64 × 54 cm        | Collection privée, vente 2009            | Christie'sconsulté le 10 décembre 2024         |
|       | Paysage        | Le Port d'Ostende                                      | 1922      |                                                    |                   | Collection privée                        | [réf. nécessaire]                              |
|       | Portrait       | Pally                                                  | 1922      | huile sur toile                                    | 94 × 65 cm        | Musée royal des Beaux-Arts d'Anvers      | Muséeconsulté le 10 décembre 2024              |
|       | Scène de genre | La Parade                                              | 1922      | huile sur toile                                    |                   | Musée d'Ixelles                          | Héritage Bruxellesconsulté le 10 décembre 2024 |
|       | Scène de genre | Le Grand tir forain                                    | 1923      | huile sur toile                                    | 134 × 155 cm      | Musées de Bruges                         | Musea Brugesconsulté le 10 décembre 2024       |
|       | Portrait       | Béatrice                                               | 1923      | huile sur toile                                    | 140 × 100 cm      | Musées royaux des beaux-arts de Belgique | Muséeconsulté le 10 décembre 2024              |
|       | Scène de genre | Les Mangeurs de moules                                 | 1923      | huile sur toile                                    | 93 × 123 cm       | Musée royal des Beaux-Arts d'Anvers      | Muséeconsulté le 10 décembre 2024              |
|       | Portrait       | Les Fiancés                                            | 1923 vers | aquarelle et gouache                               | 15 × 11 cm fois 2 | Collection privée, Vente 1999            | Artnetconsulté le 10 décembre 2024             |
|       | Scène de genre | Le Cirque                                              | 1924      |                                                    | 131 × 94 cm       | Musée de Grenoble                        | Muséeconsulté le 10 décembre 2024              |
|       | Portrait       | Le Peintre et sa femme                                 | 1924      |                                                    |                   | Musée d'Ixelles                          | Héritage Bruxellesconsulté le 10 décembre 2024 |
|       | Scène de genre | Le Bouquet                                             | 1925      | huile sur toile                                    | 60 × 55 cm        | Collection privée                        | Artnetconsulté le 10 décembre 2024             |
|       | Paysage        | Le Port d'Ostende                                      | 1925      |                                                    |                   | Collection privée                        | [réf. nécessaire]                              |
|       | Scène de genre | L'Été                                                  | 1925 vers | huile sur papier collé sur carton                  | 51 × 67 cm        | Musées royaux des beaux-arts de Belgique | Muséeconsulté le 10 décembre 2024              |
|       | Scène de genre | La Bonne maison                                        | 1926 vers | huile sur toile                                    | 120 × 135 cm      | Musée des Beaux-Arts de Gand             | Muséeconsulté le 10 décembre 2024              |
|       | Scène de genre | L'Artiste et sa femme au clair de lune (Nous à Deurle) | 1927 vers | gouache et huile sur papier marouflé sur du carton | 67 × 51 cm        | Musée des Beaux-Arts de Gand             | Muséeconsulté le 10 décembre 2024              |
|       | Portrait       | Henriette                                              | 1927      |                                                    |                   | Musée de Bruges                          | Art in Flandersconsulté le 10 décembre 2024    |
|       | Scène de genre | La Vie à la ferme                                      | 1928      | huile sur toile                                    | 89 × 116 cm       | collection privée, vente 2012            | Artnetconsulté le 10 décembre 2024             |
|       | Scène de genre | La loge                                                | 1928      | huile sur toile                                    | 100 × 81 cm       | Musées royaux des Beaux-Arts de Belgique | Muséeconsulté le 13 décembre 2024              |
|       | Paysage        | Ferme en Flandre                                       | 1928      | huile sur toile                                    | 62 × 79 cm        | collection privée                        | Oscar de Vosconsulté le 11 décembre 2024       |
|       | Portrait       | Le Chasseur                                            | 1928      | Pastel sur papier                                  | 28 × 23 cm        | collection privée, vente 2020            | Lot-Artconsulté le 11 décembre 2024            |
|       | Portrait       | Le Chasseur                                            |           | huile sur toile                                    | 37 × 29 cm        | collection privée, vente 2004            | Artnetconsulté le 11 décembre 2024             |
|       | Portrait       | L'Écuyère                                              | 1928      |                                                    |                   | Collection privée                        | Het Kunstuurconsulté le 11 décembre 2024       |
|       | Portrait       | Le Canapé bleu                                         | 1928      |                                                    |                   | Collection privée                        | Het Kunstuurconsulté le 11 décembre 2024       |
|       | Nu             | Nu au bord du lit                                      | 1930      | huile sur toile                                    | 89 × 71 cm        | Musée d'Art à la mer, Ostende            | Muséeconsulté le 11 décembre 2024              |
|       | Paysage        | La Kermesse au village                                 | 1930 vers | huile sur toile                                    | 132 × 116 cm      | Musée des Beaux-Arts de Gand             | Muséeconsulté le 11 décembre 2024              |
|       | Nu             | Nu au bouquet de fleurs                                | 1931      | huile sur toile                                    | 77 × 60 cm        | Musée d'Art à la mer, Ostende            | Muséeconsulté le 11 décembre 2024              |
|       | Portrait       | Les Amants                                             | 1931      | huile sur toile                                    | 133 × 115 cm      | collection privée, vente 2019            | Sotheby'sconsulté le 11 décembre 2024          |
|       | Portrait       | A la Fenêtre                                           | 1931 vers | huile et crayon gras sur papier                    | 64 × 49 cm        | collection privée, vente 2015            | Artnetconsulté le 11 décembre 2024             |
|       | Nature morte   | La Nature morte aux harengs                            | 1934      | huile sur toile                                    | 65 × 79 cm        | Musée royal des Beaux-Arts d'Anvers      | Muséeconsulté le 11 décembre 2024              |
|       | Scène de genre | Récolte de pommes de terre                             | 1935      | huile sur toile                                    | 52 × 65 cm        | collection privée, vente 2019            | Artnetconsulté le 11 décembre 2024             |
|       | Scène de genre | Récolte de pommes de terre                             | 1935      | huile sur toile                                    | 34 × 52 cm        | Musée de Deinze et de la Lys             | Patrimoineconsulté le 12 décembre 2024         |
|       | Scène de genre | Jeune femme à sa toilette                              | 1935      | huile sur toile                                    | 135 × 115 cm      | collection privée                        | Artnetconsulté le 11 décembre 2024             |
|       | Portrait       | La Femme en bleu                                       | 1935      | huile sur panneau                                  | 66 × 50 cm        | collection privée, vente 2022            | Artnetconsulté le 11 décembre 2024             |
|       | Paysage        | Vache au pâturage                                      | 1935      | huile sur toile marouflée sur panneau              | 34 × 44 cm        | collection privée                        | Artnetconsulté le 12 décembre 2024             |
|       | Paysage        | Vue de village                                         | 1936 vers | huile sur toile                                    | 61 × 71 cm        | Musée des Beaux-Arts de Gand             | Muséeconsulté le 11 décembre 2024              |
|       | Portrait       | Jeune fille en rose                                    | 1937      | huile sur toile                                    | 97 × 71 cm        | Musée royal des Beaux-Arts d'Anvers      | Muséeconsulté le 11 décembre 2024              |
|       | Portrait       | Mon portrait                                           | 1937      | huile sur toile                                    | 115 × 89 cm       | Musées royaux des Beaux-Arts de Belgique | Muséeconsulté le 11 décembre 2024              |
|       | Portrait       | La Jeune fille au bouquet                              | 1938      | huile sur toile                                    | 115 × 80 cm       | Musée royal des Beaux-Arts d'Anvers      | Muséeconsulté le 11 décembre 2024              |
|       | Portrait       | La Jeune fille au bouquet                              | 1938      | huile sur toile                                    | 115 × 80 cm       | Musée royal des Beaux-Arts d'Anvers      | Muséeconsulté le 11 décembre 2024              |
|       | Portrait       | Nue à la fenêtre                                       | 1938      | gouache sur papier                                 | 59 × 52 cm        | Musée d'Art à la mer, Ostende            | Muséeconsulté le 12 décembre 2024              |
|       | Nature morte   | La Nature morte à la cafetière blanche                 | 1939      | huile sur toile                                    | 50 × 66 cm        | collection privée, vente 2015            | Artnetconsulté le 11 décembre 2024             |
|       | Portrait       | Fille avec un chapeau                                  | 1939 vers | huile sur toile                                    | 86 × 66 cm        | Musée de Deinze et du Pays de la Lys     | patrimoineconsulté le 11 décembre 2024         |
|       | Paysage        | Avondzon                                               | 1943      | huile sur toile                                    | 46 × 60 cm        | Musée Dhondt-Dhaenens, Deurle            | Muséeconsulté le 13 décembre 2024              |

## Dates non documentées
| Image | Thème   | Titre                  | Date | Technique       | Dimensions | Lieu de Conservation          | Référence                                     |
| ----- | ------- | ---------------------- | ---- | --------------- | ---------- | ----------------------------- | --------------------------------------------- |
|       | Paysage | Couple dans un village |      | huile sur bois  | 48 × 35 cm | Collection privée, vente 2016 | Tajanconsulté le 12 décembre 2024             |
|       | Paysage | Village                |      | huile sur toile | 74 × 60 cm | Collection privée, vente 2020 | Flanders Auctionsconsulté le 12 décembre 2024 |

## [réf.nécessaire]
- Ma maison à Deurle, 1906 et L'église de Deurle, 1906
- Laethem sous la neige, 1910
- Promenade le long de la Lys, 1912, portrait de sa femme, 1912
- La Table bleue, 1915
- Nu assis au bord du lit, 1916. Sujet qu'il reprendra à plusieurs reprises, notamment en 1930
- La Terre féconde, 1917
- Le Pigeonnier
- La femme à la tasse de café, 1921
- Mère et enfant, 1921
- La jeune fille rousse, 1922
- Le Port d'Ostende, Le Dock d'Ostende, 1923 à Ostende
- Le Couple devant la porte, à Afsnee
- L'adorateur de l'acrobate, 1924
- Les Buveurs de café, L'Estaminet, Le Bateau de plaisance, Paysage de la Lys, Le Braconnier, 1925
- Les Baigneuses, Le Jeune capitaine, L'Accordéoniste, La Ville, 1926
- Blues, La jeune fille à la fleur, 1927
- L'as de cœur, 1927
- Grand paysage aux vaches, 1928
- Le nu bleu, 1928
- Le Village,1929
- Printemps, 1929
- Paysage d'hiver, 1930
- Rêverie, 1931
- Le grand bal, 1932
- Méditation, 1933
- Mon atelier, 1934
- Le Verger de l'église (1935)
- Le Nu à la chaise, 1937
- Le Modèle à l'atelier, 1938
- Jeune fille au chapeau jaune, 1940
- Jeune fille à la jupe rayée, 1941